# 清水县站
清水县站，位于中华人民共和国甘肃省天水市清水县，是天平铁路上的火车站，于2015年12月30日启用，由兰州铁路局管辖。

## 車站周邊
- 清水县人民法院
- 西关小学
- 清水县民政局
- 清水县质监局

## 歷史
- 2015年12月30日启用。

## 外部連結
- 中国铁路客户服务中心 （页面存档备份，存于）